# الحروب الروسية القازانية
الحرب الروسية القازانية عبارة عن سلسلة من الحروب التي دارت رحاها بين خانية قازان ودوقية موسكو الكبرى منذ عام 1439، حتى استولى إيفان الرهيب على قازان أخيرًا، وضمها إلى دوقية موسكو الكبرى في عام 1552.

## نظرة عامة
قبل انفصالها عن القبيلة الذهبية، كانت منطقة قازان جزءًا من بلغار الفولغا (630-1240) ثم بلغار الأولوس من القبيلة الذهبية (1240-1438). اعتنقوا الإسلام عام 921، أي قبل 67 سنة من اعتناق روسيا للمسيحية. كانت الحدود بين دوقية موسكو الكبرى وقازان بالقرب من نيجني نوفغورود، على بعد نصف الطريق تقريبًا بين المدينتين. وكانت الأرض الواقعة إلى الشرق من نيجني نوفغورود صعبة إلى حد ما. عندما هاجم التتار ضربوا أولًا نيجني نوفغورود ثم انتقلوا إلى موروم وريازان وأماكن أخرى، واقتربوا مرتين فقط من موسكو. عندما هاجم الروس أرسلوا جيشين، واحد أسفل نهر الفولغا والآخر أعلاه. ومع اكتساب دوقية موسكو الكبرى المزيد من القوة، تحول القتال باتجاه الشرق. قبل عام 1552 لم يبذل الروس أي محاولة لغزو قازان واكتفوا بالحفاظ على الخانات الموالية لروسيا. كان الخان الموالي لروسيا يعني السلام، والخان المناهض لروسيا يعني الاستقلال والحرب. لم تنشأ في قازان سلالة مستقرة. غالبًا ما أتت الخانات الموالية لروسيا من خانية قاسم بينما جُلِبت الخانات المناهضة لروسيا من شبه جزيرة القرم وخانيات أخرى. عادةً كانت هناك فصائل مؤيدة ومعادية لروسيا، ولكن يبدو أنها كانت مؤقتة وغير مستقرة.

## حروب فاسيلي الثاني
في عام 1439 بعد عام من تأسيس الخانات، تقدم أول خان من قازان، أولوغ محمد، باتجاه موسكو بجيش كبير. فرّ فاسيلي الثاني من موسكو من عاصمته عبر نهر الفولغا. دمر التتار ضواحي موسكو لمدة 10 أيام وفي طريق عودتهم إلى قازان أحرقوا كولومنا، وأسروا أيضًا العديد من الأسرى.
كانت حملة عام 1445 كارثية بالنسبة لدوقية موسكو الكبرى، وكانت لها تداعيات كبيرة في السياسة الروسية. اندلعت الأعمال العدائية عندما استولى ماكسموت خان على القلعة الاستراتيجية في نيجني نوفغورود وغزا دوقية موسكو الكبرى. حشد فاسيلي الثاني جيشًا وهزم التتار بالقرب من موروم وغوروخوفيتس. فكّر أن الحرب انتهت، فحلّ قواته وعاد إلى موسكو منتصرًا، ليعلم فقط أن التتار حاصروا نيجني نوفغورود مرة أخرى.
حُشد جيش جديد وسار نحو سوزدال، وهناك التقوا مع الجنرالات الروس الذين استسلموا للعدو في نيجني بعد إحراق القلعة. في 6 يونيو 1445 اشتبك الروس والتتار في معركة نهر كامينكا بالقرب من أسوار دير سانت إيثيميوس. كانت المعركة نجاحًا مدويًا للتتار، الذين أخذوا فاسيلي الثاني سجينًا. استغرق الأمر أربعة أشهر وفدية هائلة لاستعادة الملك من الأسر.

## حروبإيفان الثالث

### حرب قاسم (1467-1469)
كُسر السلام الهش في عام 1467، عندما وصل إبراهيم من قازان إلى العرش، وأيد إيفان الثالث من روسيا ادعاءات حليفه أو تابعه قاسم خان. أبحر جيش إيفان في نهر الفولغا، وعيونهم مثبتة على قازان، لكن أمطار الخريف والراسبوتيتزا (موسم المستنقع) أعاقت تقدم القوات الروسية. عندما جاء الشتاء البارد جدًا، بدأ الجنرالات الروس غزوًا لمنطقة فياتكا الشمالية. انهارت الحملة بسبب عدم وحدة الهدف والقدرة العسكرية.
في العام التالي انطلق الروس من كوتلنيش في غابات فياتكا. أبحروا في نهري فياتكا وكاما نحو نهر الفولغا، ونهبوا السفن التجارية في طريقهم. ردًا على ذلك، شنّ إبراهيم هجومًا مضادًا، فاجتاح فياتكا، وأجبر السكان المحليين على العبودية طوال مدة الحملة.
في عام 1469 زادت قوة الجيش كثيرًا، وأبحر في نهري الفولغا وأوكا، اللذان يلتقيان في نيجني نوفغورود. سار الروس في اتجاه التيار ودمروا جوار قازان لكنهم لم يجرؤوا على حصار العاصمة التترية لأن أرملة قاسم تعهدت بالتفاوض على سلام مفيد مع إبراهيم (ابنها). في غضون ذلك، حاولت الوحدات من ياروسلافل وفيليكي أوستيوغ عبثًا الفوز في فياتكا لصالح الجانب الروسي. بعد انهيار المفاوضات، اشتبك التتار مع الروس في معركتين دمويتين لكنهما غير حاسمتين.
في خريف 1469، بدأ إيفان الثالث غزوًا ثالثًا للخانات. حاصر القائد الروسي، الأمير دانييل خولمسكي، قازان وقطع إمدادات المياه، وأجبر إبراهيم على الاستسلام. وبموجب شروط التسوية السلمية، حرر التتار جميع الروس المسيحيين الإثنيين الذين استعبدوهم في السنوات الاربعين السابقة.